# JaJa Richards
JaJa Richards (Saint Croix, Islas Vírgenes de los Estados Unidos, 19 de noviembre de 1974) es un exjugador de baloncesto virginense estadounidense que jugaba en la posición de pívot. Desarrolló una carrera como deportista profesional que lo llevó por más de una veintena de equipos de América, Europa y Asia. Representó a su país a nivel internacional en varias ocasiones.

## Trayectoria
La etapa de Richards en el circuito universitario de baloncesto estadounidense comenzó en la NJCAA, hasta que en 1993 fue reclutado por la Universidad Loyola Chicago. Con los Ramblers jugaría en la Southwestern Athletic Conference de la División I de la NCAA por dos años, destacándose en el juego defensivo.
En 1998 comenzaría a jugar profesionalmente al actuar en ligas menores estadounidenses como la Atlantic Basketball Association, la United States Basketball League y la International Basketball League. Ese año participó de la pretemporada del Hapoel Tel Aviv B.C. de Israel, pero dejó el equipo antes de que comenzara el campeonato oficial.
Jugó en la Chinese Basketball Association en el primer semestre de 1999 con los Beijing Aoshen. Luego de ello arribaría a Puerto Rico, fichado por los Gallitos de Isabela para la temporada de ese año del Baloncesto Superior Nacional, liga a la que volvería en los años siguientes.
Tras una temporadas con el equipo brasileño Franca (en la que integró el plantel que conquistó el Campeonato Panamericano de Clubes de 1999), volvió a la IBL y al BSN. 
A comienzos de 2001 se unió a los NBA Ambassadors para disputar la Liga Sudamericana de Clubes.  Tras esa experiencia jugó con los Vaqueros de Bayamón en el BSN y luego tuvo la oportunidad de participar de un campo de entrenamiento con los Philadelphia 76ers durante el verano, pero no recibió propuestas para jugar en la NBA.
Disputando la Liga Sudamericana de Clubes 2002 con el club ecuatoriano Mavort, sufrió una severa lesión que lo afectó durante los meses siguientes.
Posteriormente volvería a jugar en Puerto Rico, pasaría brevemente por equipos de Kosovo y Filipinas, y volvería a China pero esta vez para competir en la segunda división local. 
En 2005, luego de que se frustrase su incorporación al S.S. Basket Napoli, firmó un contrato con el Mersin BB de la Türkiye 1. Jugando para ese equipo protagonizó la anécdota de romper un tablero en pleno partido tras realizar un mate. Al finalizar la temporada estuvo durante un periodo de pruebas con el BC Kyiv, pero volvería al Mersin BB para vivir una nueva experiencia en el baloncesto turco.
Richards fue miembro del plantel de los Miami Tropics, equipo que participó de la Liga de las Américas 2007-08, finalizando en el tercer puesto.
En 2008 regresó al BSN luego de tres años de ausencia. Se presentó al sorteo de comunitarios, siendo elegido en el primer puesto de la primera ronda por los Grises de Humacao.
En sus últimos cuatro años como profesional, Richards actuó en equipos de México, Uruguay y Ecuador. También participó del programa de televisión America's Next Sports Star en 2009.
Ya retirado trabajó como entrenador en The Athlete Within Basketball School y la Jr. NBA, como también ocupó el cargo de asistente del entrenador de la selección de baloncesto de las Islas Vírgenes Estadounidenses.

## Selección nacional
Richards integró como jugador a la selección de baloncesto de las Islas Vírgenes Estadounidenses durante 15 años. 
Jugó en tres ediciones del Campeonato FIBA Américas (2001, 2003 y 2007), en cuatro ediciones del Centrobasket (1997, 2003, 2010 y 2012) y en tres del Campeonato CBC (2000, 2004 y 2006). 